# Trustkill Records
Trustkill Records ist ein US-amerikanisches Independent-Label, das 1993 als Hardcore Punk-Fanzine anfing. Seit 1994 werden dort Hardcore-, Metal- und Rock-Bands unter Vertrag genommen.

## Allgemein
Trustkill Records wurde 1993 in New Jersey von dem damals 19-jährigen Josh Grabelle gegründet, als dieser Hardcore-Punk-Shows promotete und begann, sich für das Musikgeschäft zu interessieren.
Trustkill Records hat sich über mehrere Jahre hinweg aufgeteilt: so entstanden Firmensitze in Kanada, Großbritannien, Deutschland, Australien, Südafrika, Brasilien und Japan.
Trustkill Records hat sich auf Metal spezialisiert und wird von Universal Music Group beliefert.

## Kontroversen mit Bands
Nachdem die Band Hopesfall im Frühjahr 2008 ihre Auflösung bekanntgab, begann sie Trustkill Records heftig zu kritisieren: "Das ist zwar nicht der Grund für unsere Auflösung, aber wir hassen Trustkill und den Besitzer." Außerdem hätte die Plattenfirma Songs des Albums Magnetic North nachdem es abgemischt und gemastert worden war, gelöscht.
2007 schlug die Band Bleeding Through der Plattenfirma vor, ein Reissue des Albums The Truth zu veröffentlichen. Dies lehnte Trustkill Records ab, wenig später erschien dennoch ein Reissue des Albums, jedoch mit Bonus-Tracks und einer Bonus-DVD, von dem die Band angeblich nichts wusste. Außerdem gab es Ärger, weil Trustkill Records nur 25 % der Produktionskosten des aktuellen Albums Declaration übernommen habe. Der Rest wäre vom Management der Band und dem Vater des Sängers bezahlt worden.
2007 beendeten Throwdown ihren Kontrakt mit Trustkill Records, welcher die Veröffentlichung von drei Alben beinhaltete, mit der Veröffentlichung des Albums Venom and Tears. Fast ein Jahr danach hielt es die Band für notwendig, "Geheimnisse aus der langjährigen Zusammenarbeit mit Josh Grabelle preiszugeben"; das Label schulde Throwdown "zehntausende von Dollars" für "unbezahlte Lizenzgebühren verkaufter CDs" und hätte eine ganze Historie von unbezahlten Nutzungsgebühren. Die Band gab auch an, dass der Anfang des Kontrakts mit Trustkill sehr positiv verlief, jedoch hätten zahlreiche Probleme ihre Meinung über die Jahre hinweg geändert. 2006 hätte die Band einige Auftritte bei der Warped Tour absagen müssen, weil Trustkill den Busfahrer nicht bezahlt hätte.
Josh Grabelle leugnete die Anschuldigungen und sagte Throwdown wären nie mit irgendetwas zufrieden gewesen. Throwdown hofften, dass Grabelle sein Geschäft in Ordnung bekommt, nachdem sie an die Öffentlichkeit gingen.

## Aktuelle Bands (Auswahl)
- Bedlight for Blueeyes
- Bleeding Through
- City Sleeps
- First Blood
- It Dies Today
- Most Precious Blood
- Open Hand
- Roses Are Red
- Sick City
- Soldiers
- StoneRider
- This Is Hell
- Too Pure to Die
- Walls of Jericho

## Ehemalige Bands (Auswahl)
- Adversary
- Another Victim
- Burn It Down
- Despair
- Disembodied
- Eighteen Visions
- Fightstar
- Endeavor
- Hopesfall
- Poison the Well
- SeventyEightDays
- Shai Hulud
- Spark Lights the Friction
- Terror
- The Great Deceiver
- Throwdown